# Museo de las Fuerzas Armadas (Angola)
El Museo de las Fuerzas Armadas  (en portugués: Museu das Forças Armadas) es un museo militar instalado en la Fortaleza de San Miguel, en Luanda, Angola.
Inaugurado en 1975, tras la independencia de Angola, la colección del museo incluye  aviones bimotores, carros de combate, armas diversas y artefactos utilizados durante la Guerra de la Independencia (1961-1974) y en la Guerra Civil (1975-2002) que le siguió.
En el museo también se pueden encontrar diversas estatuas que adornaban avenidas y plazas de la Luanda colonial y que fueron retiradas tras la a independencia, entre otras la de Diogo Cão —primer europeo en pisar suelo angoleño—, la de Paulo Dias de Novais —fundador de la ciudad de São Paulo da Assunção de Luanda—, la de Vasco da Gama —descubridor de la vía marítima hacia la India—, la de Luís de Camões —mayor poeta de lengua portuguesa—.

## El edificio
El edificio es el primero de este tipo en tierras de Angola y fue construido en 1575 por Paulo Dias de Novais. Reforzado en la década de 1630 cuando Luanda fue nombrada capital de Angola, durante el periodo de la Unión Ibérica. Durante un tiempo estuvo en manos de la Compañía Neerlandesa de las Indias Occidentales. recuperado por la Corona portuguesa, fue constantemente reformado y enriquecido. Algunas de las salas del edificio todavía conservan murales de cerámica portuguesa, en estos se retrataron motivos de la fauna africana, como rinocerontes.
Con la independencia de Angola el conjunto fue reconvertido en museo.

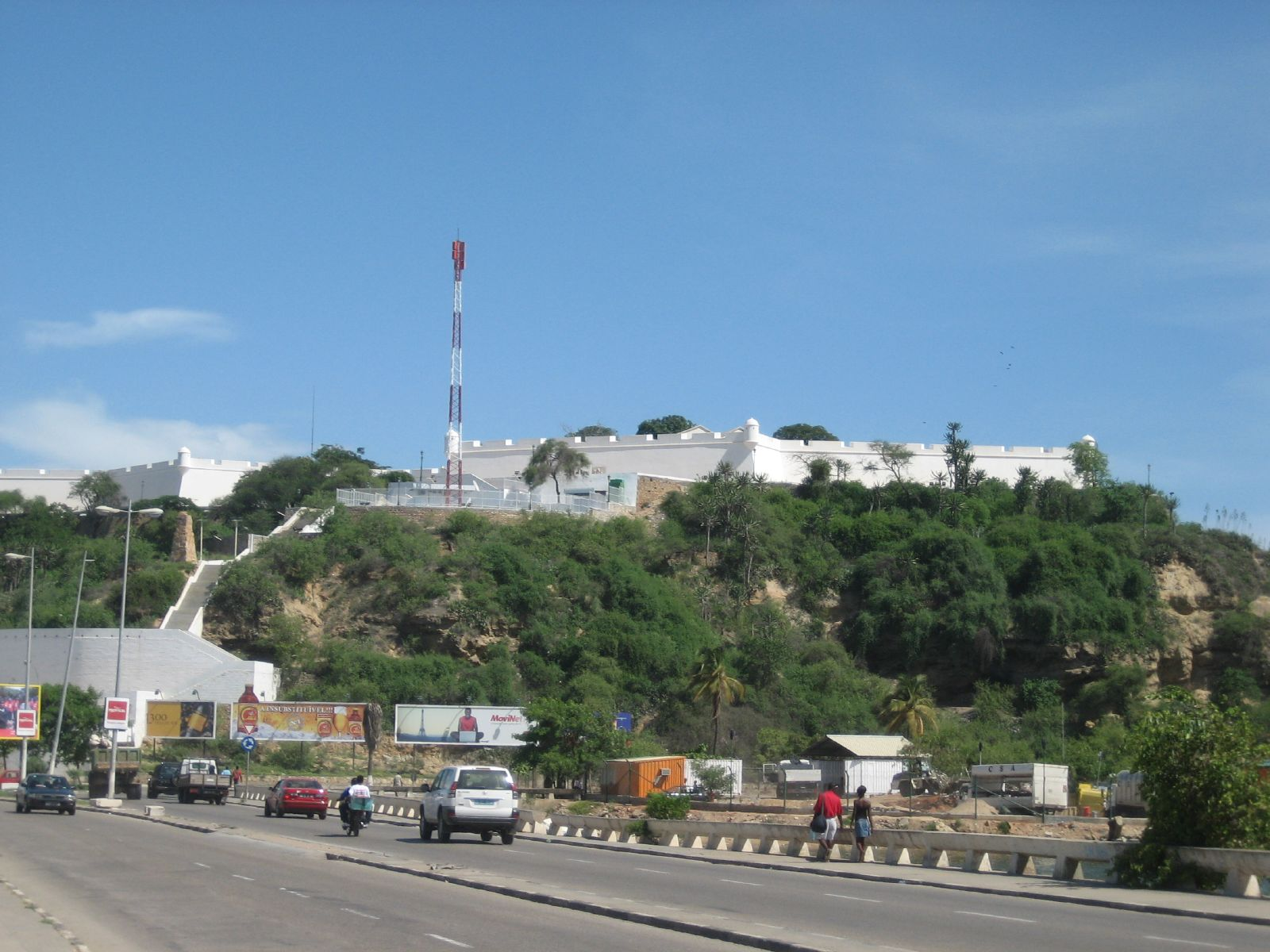
Vista general de la Fortaleza de San Miguel, que acoge los fondos del Museo
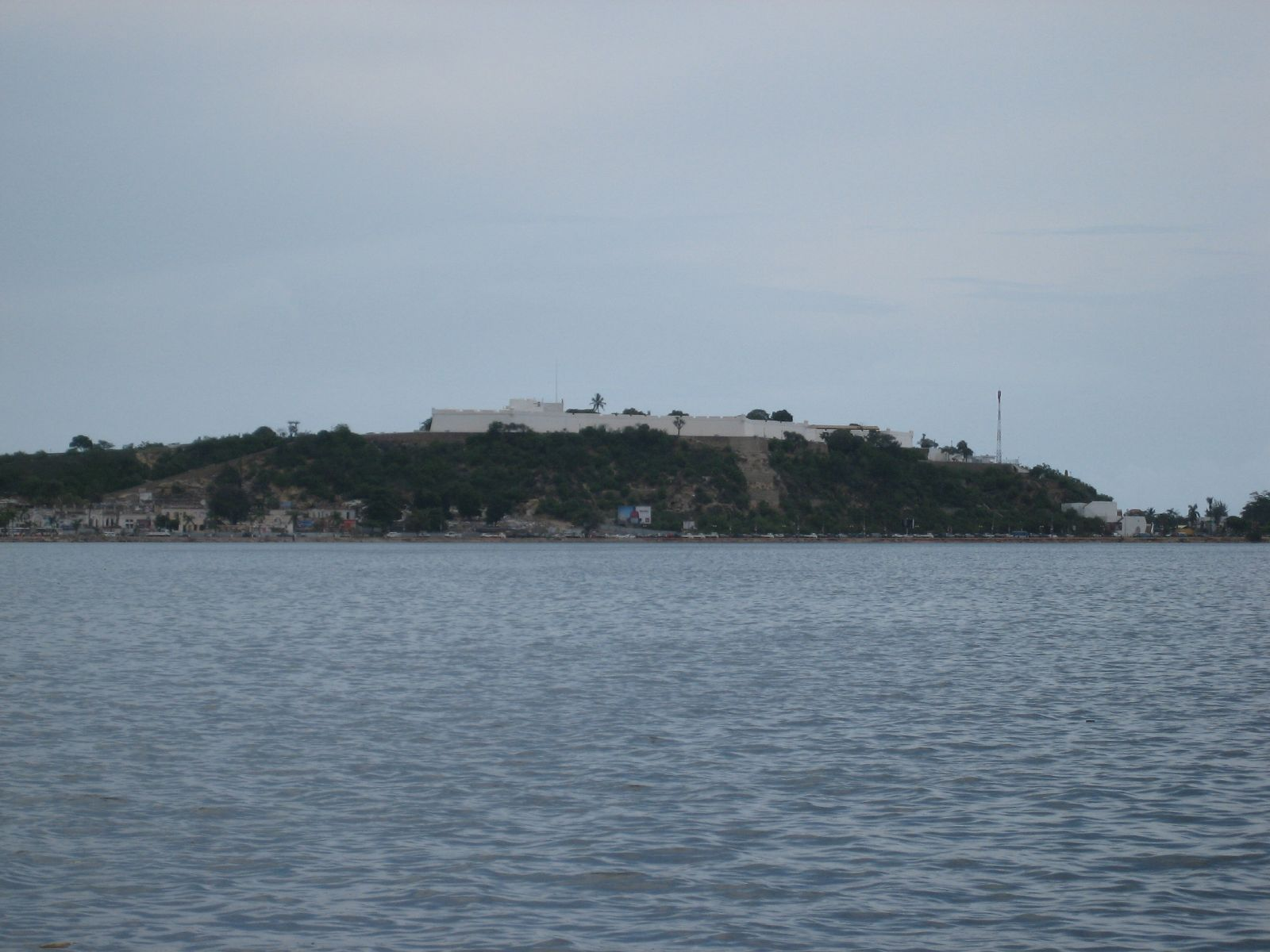
Vista del promontorio desde el otro lado de la ensenada
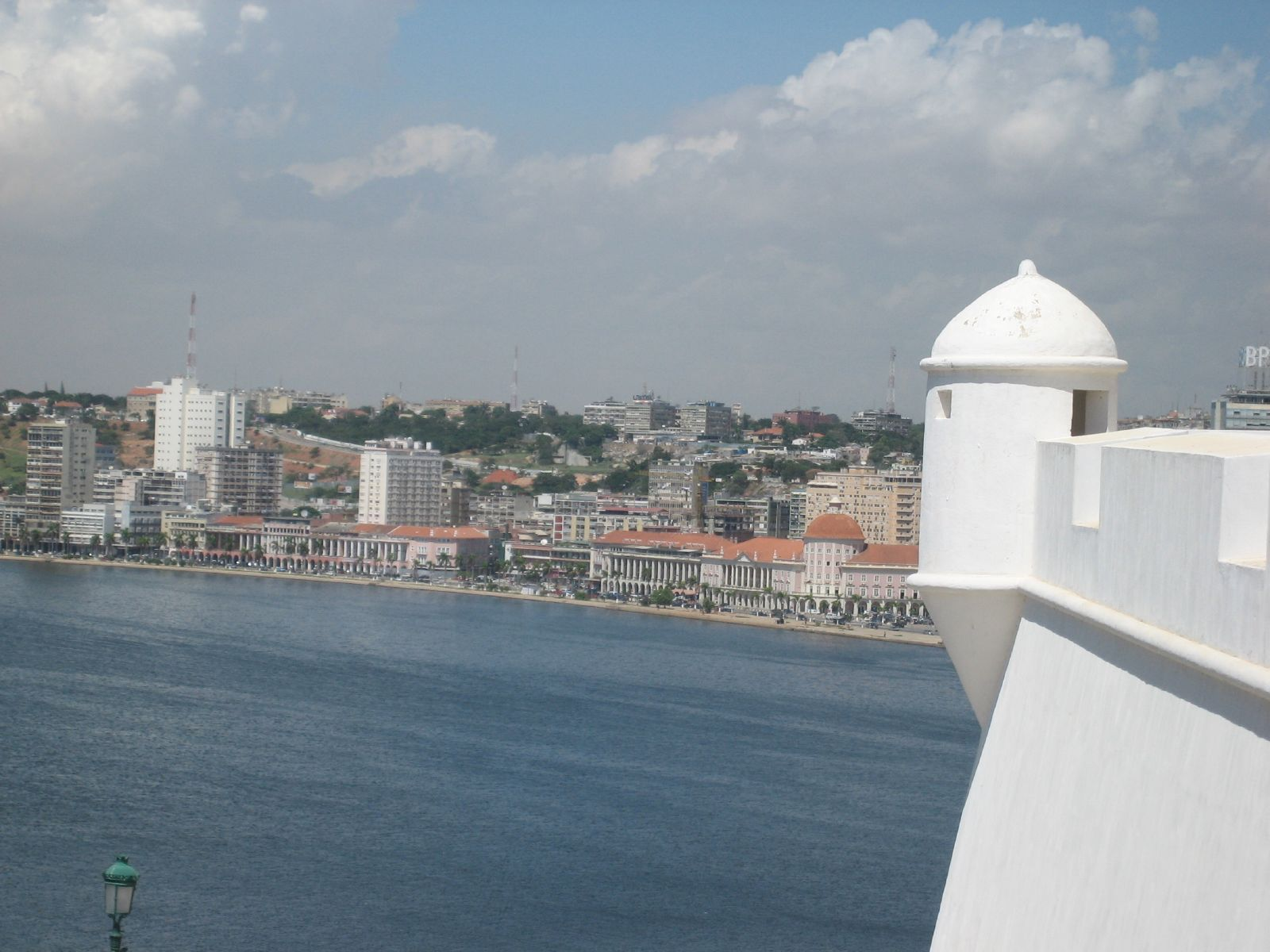
Una de las casamatas del museo que mira hacia la ciudad de Luanda
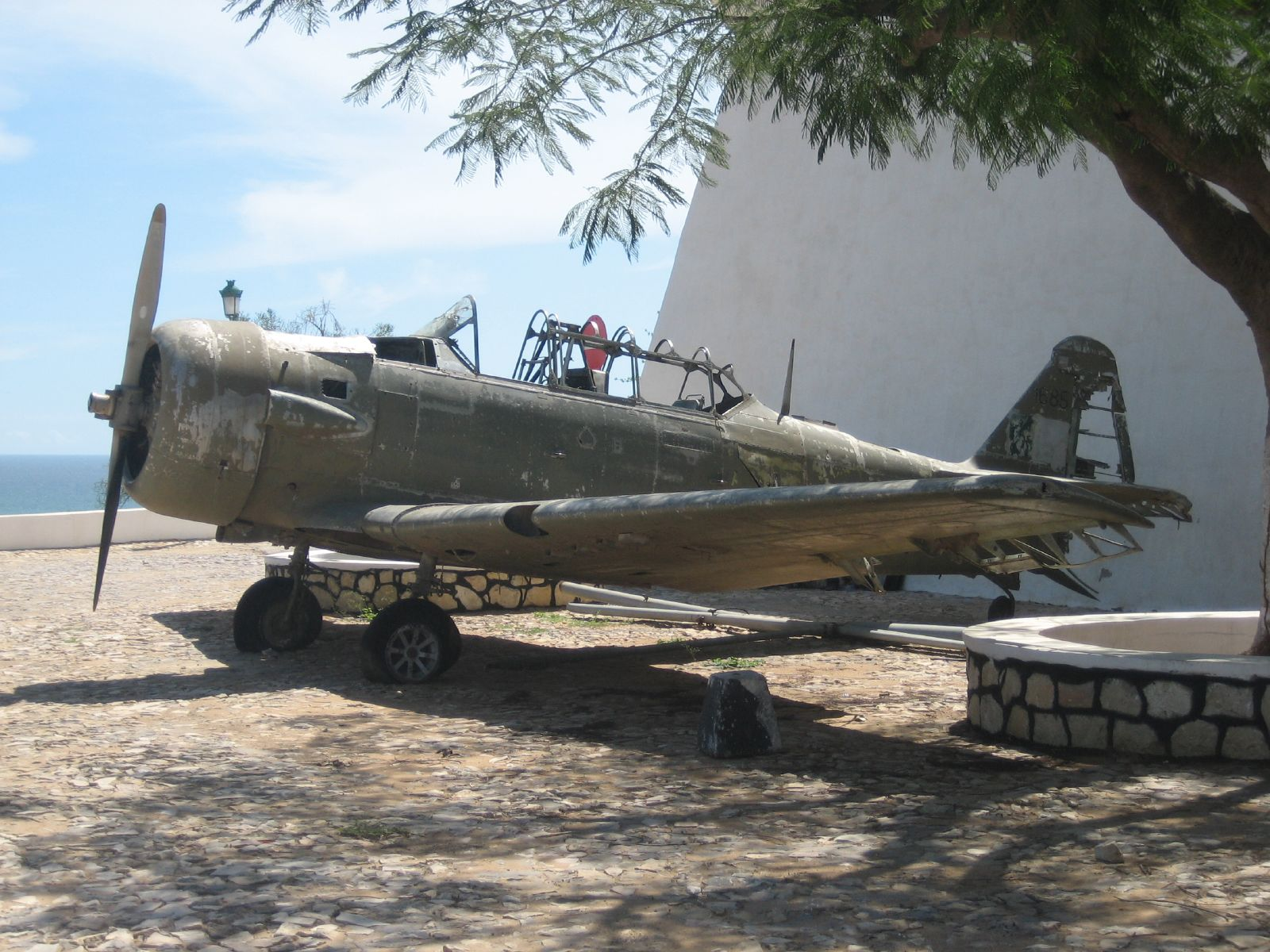
North American T-6 Texan de la fuerza aérea portuguesa, una de las piezas del Museo de las Fuerzas Armadas en Luanda, Angola.